# Гарь (Высокогорский район)
Гарь — село в Высокогорском районе Татарстана. Входит в состав Алан-Бексерского сельского поселения.

## География
Находится в северо-западной части Татарстана на расстоянии приблизительно 37 км на север-северо-запад по прямой от районного центра поселка Высокая Гора.

## История
Основано в середине XVII века. В начале XX века сообщалось о наличии земского училища.

## Население
Постоянных жителей было: в 1859 году — 320, в 1897—578, в 1920—720, в 1926—721, в 1938—780, в 1949—614, в 1958—436, в 1970—335, в 1989—200, 177 в 2002 году (русские 77 %), 150 в 2010.